# Comté de Sutton
Le comté de Sutton, en anglais : Sutton County, est un comté situé dans le centre-ouest de l'État du Texas aux États-Unis.  Fondé le 1er avril 1887, son siège de comté est la ville de Sonora. Selon le recensement des États-Unis de 2020, sa population est de 3 372 habitants. Le comté a une superficie de 3 766,8 km2, dont 3 765,6 km2 en surfaces terrestres. Il est nommé en l'honneur de John Sutton, un officier de l'Armée des États confédérés.

## Organisation du comté
Le comté est fondé le 1er avril 1887, à partir des terres du comté de Crockett. Il est définitivement organisé et autonome, le 4 novembre 1890. 
Il est baptisé en référence à John Schuyler Sutton, militaire de l'Armée des États confédérés durant la révolution texane,.

## Géographie
Le comté de Sutton est situé au centre-ouest de l'État du Texas, aux États-Unis,.
Il a une superficie totale de 3 766,8 km2, composée de 3 765,6 km2 de terres et de 1,2 km2 de zones aquatiques.

## Comtés adjacents
| Comté de Menard    | Comté de Schleicher |                 |
| Comté de Crockett  | comté de Sutton     | Comté de Kimble |
| Comté de Val Verde | Comté d'Edwards     |                 |

## Démographie

Pyramide des âges du comté de Sutton (2000).

Lors du recensement de 2010, le comté comptait une population de 4 128 habitants. En 2017, la population est estimée à 4 767 habitants.